# Музон (кантон)
Музо́н (фр. Mouzon) — кантон во Франции, находится в регионе Шампань — Арденны, департамент Арденны. Входит в состав округа Седан.
Код INSEE кантона — 0818. Всего в кантон Музон входит 13 коммун, из них главной коммуной является Музон.

## Коммуны кантона
| Коммуна           | Население, чел. (1999) | Почтовый индекс | Код INSEE |
| ----------------- | ---------------------- | --------------- | --------- |
| Амблимон          | 143                    | 08210           | 08009     |
| Бомон-ан-Аргон    | 433                    | 08210           | 08055     |
| Бревийи           | 381                    | 08140           | 08083     |
| Вилле-деван-Музон | 116                    | 08210           | 08477     |
| Во-ле-Музон       | 78                     | 08210           | 08466     |
| Дузи              | 1 513                  | 08140           | 08145     |
| Йонк              | 86                     | 08210           | 08502     |
| Летан             | 104                    | 08210           | 08252     |
| Мери              | 141                    | 08140           | 08267     |
| Музон             | 2 616                  | 08210           | 08311     |
| Отрекур-э-Пуррон  | 350                    | 08210           | 08034     |
| Тетень            | 82                     | 08110           | 08444     |
| Эйи-э-Ломбю       | 114                    | 08210           | 08159     |

## Население
Население кантона на 1999 год составляло 6 157 человек.
| 1962  | 1968  | 1975  | 1982  | 1990  | 1999  | 2006 | 2007 | 2008 |
| ----- | ----- | ----- | ----- | ----- | ----- | ---- | ---- | ---- |
| 6 119 | 7 133 | 7 063 | 6 837 | 6 360 | 6 157 | —    | —    | —    |